# Хенријета (Њујорк)
Хенријета (енгл. Henrietta) град је у америчкој савезној држави Њујорк и предграђе Рочестера. Према попису из 2020. године има 47.096 становника. Седиште је Рочестерског института технологије и дом једног од највећих трговачких делова у округу Монро.